# Визуальная социология
Визуальная социология  (англ. Visual sociology) — направление социологии, изучающее социальные и культурные явления сквозь призму зрительных образов и репрезентаций (фотографий, фильмов, рекламы и прочего).

## Теоретические истоки
Хотя теоретически визуальная социология имеет дело со всеми видами зрительных источников, доминирующим направлением является изучение статичных образов, или фотографий.

Как предмет социологического изучения особое развитие фотография получила с 1970-х годов, вместе с возросшим интересом к социологии искусства вообще, а также ввиду изменения положения фотографии в искусстве — фотография начала восприниматься как полноценный посредник с чётким культурным статусом. На первых этапах социологи обращали внимание на представление на фотографиях различных исторических событий, а также на взаимоотношения фотографии и власти, и отражение в визуальных репрезентациях различных идеологий и стратегий контроля.
В основном «визуальная» тематика в социологии развивалась в рамках таких направлений, как (пост)структурализм и семиотика. В первую очередь, это работы Р. Барта и М. Фуко, Т. Ван-Дейка, П. Бурдье и прочие. Немалую роль в исследовании феномена визуальной культуры сыграли также Ж. Деррида, Ж. Лакан, М. Шапиро, К. Силверман, Ж. Бодрийяр и другие ведущие современные теоретики.
Резкий всплеск исследований визуального наблюдается в начале 1990-х годов, как в антропологической, так и в социологической школах. Зрительные источники окончательно перестали рассматриваться только как ресурс, превратившись в объект и основной сюжет исследования. Основной интерес исследователей направлен на изучение того, как конструируется реальность с помощью зрительных образов, как создаётся значение и смысл. Основной тезис заключается в принятии того факта, что визуальность есть первичный измеритель общественной действительности, задающий основные траектории её (ре)конструирования и репрезентации.
На сегодня можно выделить следующие ключевые направления зрительного анализа в социологии:
- исследования кино;
- исследования рекламы;
- изучение различных направлений и течений в искусстве;
- изучение сексуальности, эротизма, образов мужественности и женственности;
- анализ визуальных материалов в СМИ;
- анализ любительской фотографии, изучение культуры повседневности.